# Choum
Choum es una ciudad en el noroeste de Mauritania, en la región de Adrar, próxima a la frontera con el Sáhara Occidental (Territorio no autónomo). Tiene una población de unos 5000 habitantes.

## Historia
La ciudad creció gracias a su localización, utilizada por el comercio transahariano, y su decadencia estuvo asociado al declive de estas rutas. En 1977 fue atacada por tropas francesas como base sospechosa del Frente Polisario, tras el ataque a la ciudad minera de Zuérate durante la guerra del Sahara Occidental. Las fortificaciones de este periodo aún se conservan en torno a la localidad.

## Transporte
Choum es ahora una parada del Ferrocarril de Mauritania  que une Nuadibú, en la costa atlántica, con Zuérate, y como intercambiador de transporte para acceder a la Meseta de Adrar y la capital mauritania de Nuakchot. Este ferrocarril es un legado colonial europeo en África.

### Paso del ferrocarril mauritano a través de territorio extranjero

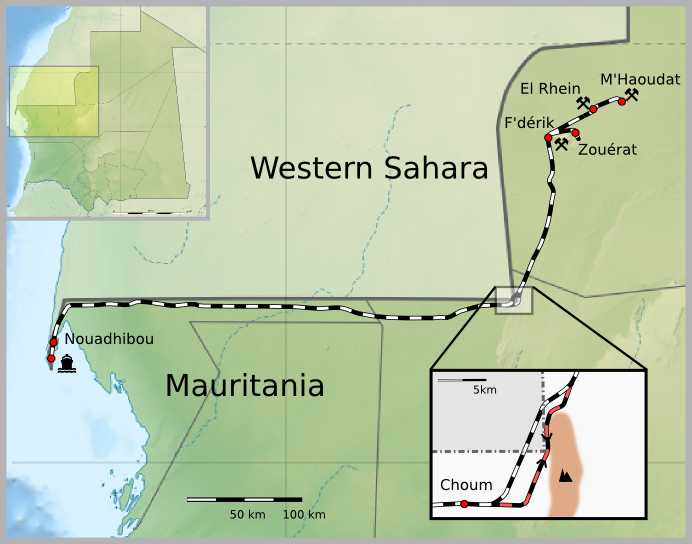
Ruta de la Red ferroviaria mauritana.

La localidad se encuentra en el principal punto giro de la frontera entre Mauritania y el Sáhara Occidental. A principios de los años 1960, las autoridades coloniales francesas en Mauritania deseaban construir la línea de ferrocarril de Nuadibú a Zuérate para explotar las reservas de hierro de esta última localidad. Las autoridades españolas, entonces responsables del Sáhara Occidental, negociaron el permiso para que el ferrocarril pudiera ser construido a través de territorio español relativamente desierto pero impusieron condiciones inaceptables al gobierno francés. Los ingenieros franceses construyeron la línea paralela a la frontera y excavaron un túnel a través de las estribaciones de Choum, dos kilómetros a través de un macizo granito que discurría dentro de territorio francés. El túnel ya no está en uso y una sección de ferrocarril de 5 km está controlada por el POLISARIO como parte del Sáhara Occidental (21°21′18″N 13°00′46″O / 21.354867, -13.012644).
Existen pistas de tierra que comunican con la localidad de Atar.